# Międzynarodowe Towarzystwo Nauk Politycznych
Międzynarodowe Towarzystwo Nauk Politycznych (IPSA – International Political Science Association)
organizacja powstała w 1949 roku pod egidą UNESCO. Towarzystwo zajmuje się m.in. popularyzowaniem wiedzy na temat nauk politycznych, organizowaniem współpracy międzynarodowej naukowców w tej dziedzinie.
Zrzesza obecnie 42 narodowe towarzystwa zajmujące się naukami politycznymi, w tym Polskie Towarzystwo Nauk Politycznych.